# Finlandialoppet (längdskidåkning)
Finlandialoppet (finska: Finlandia-hiihto) är ett långlopp på längdskidor i februari månad, som åks i Finland från Lahtis till Hollola och tillbaka. Rutten blir 62 kilometer och utöver den finns en 32 kilometer lång länk och en 50 kilometer lång länk (fristil). Det första loppet skulle ha hållits 1973 på rutten Tavastehus-Hyvinge, men ställdes in på grund av snöbrist. Åren 1974-1999 åkte man sträckan Tavastehus-Lahtis. 1975 och år 2000 körde man Lahtis-Tavastehus. Från 2001 har man kört sträckan Lahtis-Hollola. Sedan 2007 varar loppet i två dagar.
Start och mål är vid skidstadion i Lahtis, nära hoppbackarna.
Tidigare åktes loppet från Tavastehus till Lahtis, men eftersom isarna på flera sjöar i bansträckningen nuförtiden är för svaga, flyttades loppet.
Finlandialoppet ingår i Worldloppet sedan Worldloppet drog igång inför säsongen 1978-1979.

## Slutsegrare genom åren
| År               | Herrar                         | Damer                | Längd                       |
| ---------------- | ------------------------------ | -------------------- | --------------------------- |
| 24 februari 1974 | Jorma Kinnunen                 | Saara Saarinen       | 75 kilometer                |
| 23 februari 1975 | Alpo Virtanen                  | Marita Schleich      | 50 kilometer                |
| 29 februari 1976 | Pauli Siitonen                 | Siiri Rantanen       | 75 kilometer                |
| 27 februari 1977 | Pauli Siitonen                 | Siiri Rantanen       | 75 kilometer                |
| 5 mars 1978      | Pauli Siitonen                 | Kaisa Mikkola        | 75 kilometer                |
| 25 februari 1979 | Pauli Siitonen                 | Lea Hakio            | 75 kilometer                |
| 24 februari 1980 | Jorma Kinnunen                 | Sisko Kainulainen    | 75 kilometer                |
| 22 februari 1981 | Matti Kuosku                   | Sisko Kainulainen    | 75 kilometer                |
| 28 februari 1982 | Matti Kuosku                   | Sisko Kainulainen    | 75 kilometer                |
| 27 februari 1983 | Magnar Rismyhr                 | Sisko Kainulainen    | 75 kilometer                |
| 26 februari 1984 | Örjan Blomquist                | Sisko Kainulainen    | 75 kilometer                |
| 24 februari 1985 | Örjan Blomquist                | Sisko Kainulainen    | 75 kilometer                |
| 23 februari 1986 | Örjan Blomquist                | Marja Auroma         | 75 kilometer                |
| 22 februari 1987 | Veijo Hämäläinen               | Sisko Kainulainen    | 75 kilometer                |
| 28 februari 1988 | Anders Blomquist               | Marja Auroma         | 75 kilometer                |
| 5 mars 1989      | Hannu Manninen                 | Reetta Vauhkonen     | 75 kilometer                |
| 24 februari 1990 | Martin Hole                    | Marja Auroma         | 45 kilometer klassisk stil  |
| 24 februari 1990 | Kari Nurmi                     | Sisko Kainulainen    | 45 kilometer fristil        |
| 16 februari 1991 | Anders Blomquist               | Sisko Kainulainen    | 75 kilometer                |
| 22 februari 1992 | Erik Hansson                   | Sisko Kainulainen    | 75 kilometer klassisk stil  |
| 23 februari 1992 | Jukka Halttunen                | Sirpa Klemetti       | 75 kilometer fristil        |
| 27 februari 1993 | Erik Hansson                   | Sisko Kainulainen    | 50 kilometer klassisk stil  |
| 26 februari 1994 | Teemu Vesala                   | Sisko Kainulainen    | 75 kilometer klassisk stil  |
| 27 februari 1994 | Jukka Hartonen                 | Riitta Taskinen      | 75 frifristil               |
| 25 februari 1995 | Karri Hietamäki                | Tatjana Utrobina     | 50 kilometer klassisk stil  |
| 26 februari 1995 | Jukka Hartonen                 | Tatjana Essipova     | 50 kilometer fristil        |
| 24 februari 1996 | Håkan Westin                   | Nadezjda Slesareva   | 75 kilometer klassisk stil  |
| 25 februari 1996 | Michail Durkine                | Tatjana Essipova     | 75 kilometer fristil        |
| 22 februari 1997 | Aleksandr Vorobiev             | Sanna Virtanen       | 75 kilometer klassisk stil  |
| 23 februari 1997 | Jukka Hartonen                 | Nadezjda Simak       | 75 kilometer fristil        |
| 22 februari 1998 | Håkan Westin                   | Sanna Virtanen       | 50 kilometer klassisk stil  |
| 27 februari 1999 | Håkan Westin                   | Merja Kuusisto       | 75 kilometer fristil        |
| 26 februari 2000 | Raul Olle                      | Natsumi Maduka       | 53 kilometer klassisk stil  |
| 26 februari 2000 | Juusti Timo                    | Johanna Anttila      | 53 kilometer fristil        |
| 10 februari 2001 | Stanislav Řezáč                | Antonina Ordina      | 52 kilometer klassisk stil  |
| 10 februari 2001 | Cristian Stugir                | Vroni König-Salmi    | 25 kilometer fristil        |
| 23 februari 2002 | Ville Niemelä                  | Anu Kyyhkynen        | 44 kilometer klassisk stil  |
| 23 februari 2002 | Timo Tossavainen               | Katja Jokihaara      | 30 kilometer fristil        |
| 22 februari 2003 | Mika Myllylä                   | Anu Kopra            | 60 kilometer klassisk stil  |
| 23 februari 2003 | Mikko Holmgren                 | Carina Ketonen       | 30 kilometer klassisk stil  |
| 21 februari 2004 | Mika Myllylä                   | Maija Saarinen       | 60 kilometer klassisk stil  |
| 21 februari 2004 | Pavel Galkin                   | Jaana Haapala        | 30 kilometer fristil        |
| 26 februari 2005 | Meelis Aasmäe                  | Satu Salonen         | 60 kilometer klassisk stil  |
| 26 februari 2005 | Henry Viholainen               | Helena Rejzekova     | 30 kilometer klassisk stil  |
| 25 februari 2006 | Andrus Veerpalu                | Satu Salonen         | 62 kilometer klassisk stil  |
| 25 februari 2006 | Urmas Tiits                    | Svetlana Orlava      | 32 kilometer klassisk stil  |
| 24 februari 2007 | Kari Varis                     | Anu Tähtinen         | 50 kilometer klassisk stil  |
| 24 februari 2007 | Urmas Tiits                    | Olga Vasjtjilko      | 32 kilometer klassisk stil  |
| 25 februari 2007 | Kari Varis                     | Jekaterina Jurlova   | 50 kilometer klassisk stil  |
| 23 februari 2008 | Kari Varis                     | Sini Alusniemi       | 50 kilometer klassisk stil  |
| 23 februari 2008 | Samuli Aspinen                 | Noora Kanerva        | 32 kilometer klassisk stil  |
| 24 februari 2008 | Kari Varis                     | Kirsi Antila         | 50 kilometer fristil        |
| 21 februari 2009 | Niklas Colliander              | Outi Gröndahl        | 50 kilometer klassisk stil  |
| 21 februari 2009 | Samuli Aspinen                 | Maria Mikkonen       | 32 kilometer klassisk stil  |
| 22 februari 2009 | Kari Varis                     | Sini Alusniemi       | 50 kilometer fristil        |
| 27 februari 2010 | Kari Varis                     | Liisa Anttila        | 50 kilometer klassisk stil  |
| 27 februari 2010 | Mika Lankinen                  | Maria Kerko          | 32 kilometer klassisk stil  |
| 28 februari 2010 | Teemu Härkönen                 | Alesia Gusenkova     | 50 kilometer fristil        |
| 28 februari 2011 | Teemu Härkönen                 | Alesia Gusenkova     | 50 kilometer klassisk stil  |
| 28 februari 2011 | Teemu Härkönen                 | Alesia Gusenkova     | 32 kilometer klassisk stil  |
| 28 februari 2011 | Teemu Härkönen                 | Alesia Gusenkova     | 50 kilometer fristil        |
| 26 februari 2011 | Oskar Svärd                    | Sandra Hansson       | 50 kilometer klassisk stil  |
| 26 februari 2011 | Aleksej Kirsanov               | Tatjana Kurochtina   | 32 kilometer klassisk stil  |
| 27 februari 2011 | Wiaczesław Zujew               | Noora Kanerva        | 50 kilometer fristil        |
| 25 februari 2012 | Martin Koukal                  | Valentyna Sjevtjenko | 50 kilometer klassisk stil  |
| 25 februari 2012 | Andriej Gubalovskij            | Anniina Nousiainen   | 32 kilometer klassisk stil  |
| 26 februari 2012 | Johan Gustafsson               | Valentyna Sjevtjenko | 50 kilometer fristil        |
| 23 februari 2013 | Kari Varis                     | Heli Heiskanen       | 50 kilometer klassisk stil  |
| 23 februari 2013 | Jan Franc                      | Saara Nikander       | 32 kilometer klassisk stil  |
| 24 februari 2013 | Kari Varis                     | Sini Alusniemi       | 50 kilometer fristil        |
| 24 februari 2013 | Tomas Jaros                    | Petra Muukka         | 20 kilometer fristil        |
| februari 2014    | Ristomatti Hakola              | Heli Heiskanen       | 50 kilometer klassisk stil  |
| februari 2014    | Kari Varis                     | Heli Heiskanen       | 50 kilometer fristil        |
| februari 2015    | Juho Mikkonen                  | Heli Heiskanen       | 50 kilometer klassisk stil  |
| februari 2015    | Jussi Simula                   | Sini Alusniemi       | 50 kilometer fristil        |
| februari 2016    | Mikko Koutaniemi               | Riitta-Liisa Roponen | 42 kilometer klassisk stil  |
| februari 2016    | Kari Varis                     | Riitta-Liisa Roponen | 42 kilometer fristil        |
| februari 2017    | Kari Varis                     | Nina Virtanen        | 50 kilometer klassisk stil  |
| februari 2017    | Risto Uusivirta                | Sini Alusniemi       | 50 kilometer fristil        |
| februari 2017    | Esa Mursu                      | Sirpa Salo-Saari     | 100 kilometer klassisk stil |
| februari 2018    | Ari Luusua                     | Nina Virtanen        | 50 kilometer klassisk stil  |
| februari 2018    | Kimmo Kymäläinen Fabián Štoček | Sini Alusniemi       | 50 kilometer fristil        |
| februari 2019    | Ari Luusua                     | Nina Virtanen        | 50 kilometer klassisk stil  |
| februari 2019    | Juho Mikkonen                  | Maria Gräfnings      | 50 kilometer fristil        |

### Fotnoter
1. ↑  ”Finlandia-hiihto” (på engelska). Worldloppet. http://www.worldloppet.com/finlandia_hiihto.php. Läst 4 mars 2015.